# Königs-Lilie
Die Königs-Lilie (Lilium regale, Syn.: Lilium myriophyllum; chinesisch 岷江百合, Pinyin Mínjiāng bǎihé) ist eine Pflanzenart aus der Gattung der Lilien (Lilium) in der Trompetenlilien-Sektion innerhalb der Familie der Liliengewächse (Liliaceae). 

## Beschreibung

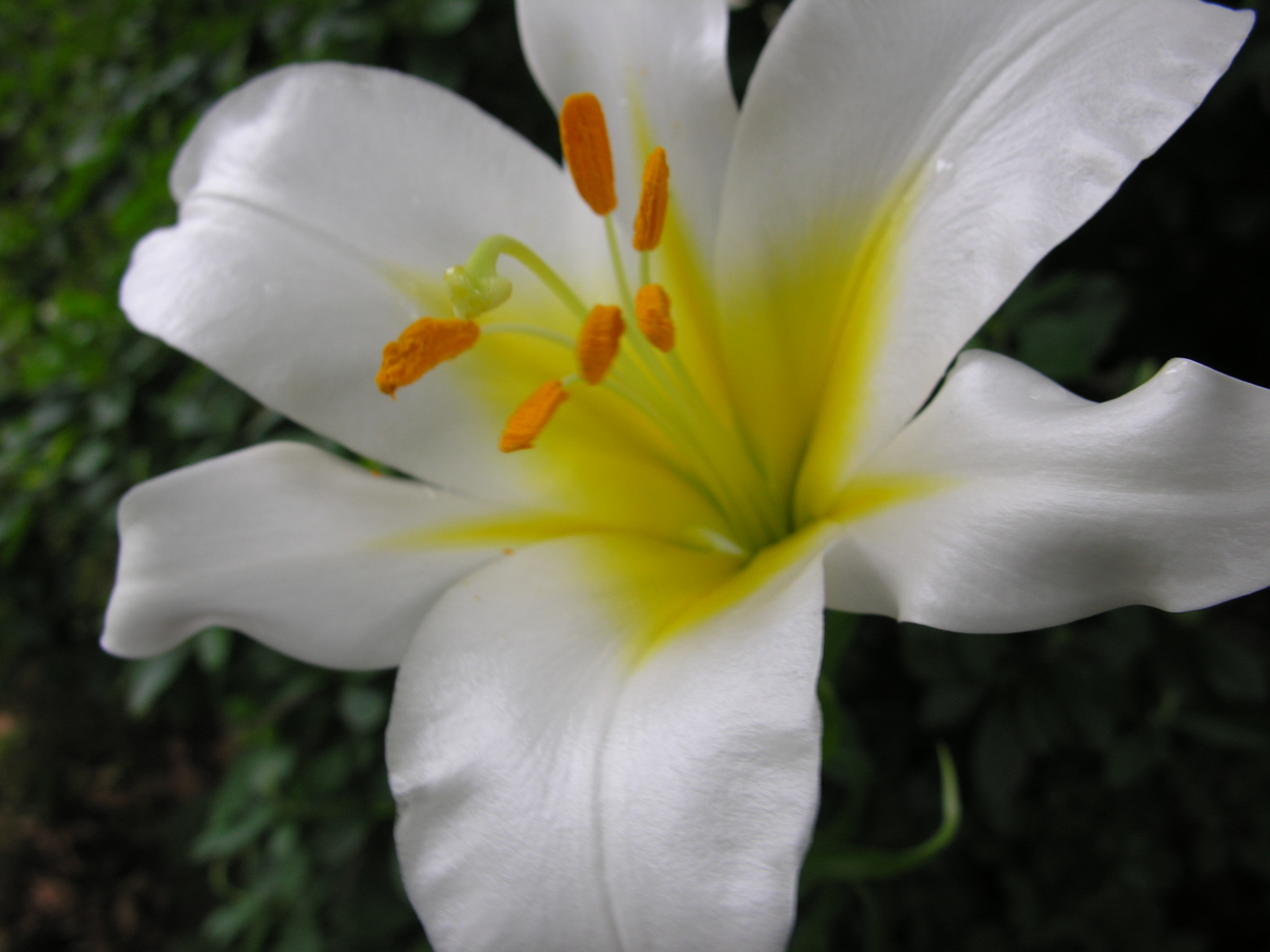
Details der Blüte

Die Königs-Lilie erreicht eine Wuchshöhe von 50 cm bis 180 cm. Die Zwiebeln sind rundlich und bis zu 10 cm groß, sie sind mit lanzettförmigen weißen Schuppen überzogen, die sich an der Luft purpurn verfärben. Der Stängel ist papillös und bildet an der Basis Wurzeln aus, die Blätter schmal und linealisch, bis zu 7 cm lang und etwa 3 mm breit. Sie sind auf der Unterseite am Mittelnerv und an den Rändern papillös und am Rand einnervig.
Die Pflanze blüht von Juni bis Juli mit 1–8 in einer Dolde horizontal abstehenden, trichterförmigen, stark duftenden Blüten. Die Blüten bestehen aus sechs 9–11 cm langen und 1,5–2,0 cm breiten Blütenblättern. Es sind drei Kron- und drei Kelchblätter, die sich aber sehr ähnlich sehen. Die Grundfarbe der Blüten ist weiß, zur Basis hin gelblich. Die Tepale sind an der Außenseite entlang des Mittelnervs purpurn überlaufen. Die Antheren sind elliptisch, die Pollen gelb und die Nektarien glatt.
Der Samen keimt epigäisch.
Die Chromosomenzahl beträgt 2n = 24.

## Verbreitung
Die Königs-Lilie findet sich auf steinigen Böschungen und oft auf Sandbänken, in Höhenlagen zwischen 800 und 2500 m NN. Sie war ursprünglich im Tal des Min in Sichuan im Westen der Volksrepublik China endemisch und wurde 1910 von Ernest Henry Wilson in Europa eingeführt, der bei einer Expedition ein abgelegenes Tal in der Provinz verwüstete und über 6000 Zwiebeln nach Europa brachte. Dabei stürzte er von einem Felsen und zerschmetterte sein Bein, was ihm fast das Leben gekostet hätte – deshalb sprach er später von seinem „Liliengehumpel“.
Wie alle Lilien-Arten bevorzugt die Art gut drainierte Böden, gegenüber deren pH-Wert sie aber toleranter ist als andere Arten, solange der Boden nährstoffreich ist. Sie bevorzugt halbschattige bis vollsonnige Standplätze, an denen sie in Deutschland winterhart ist.

## Taxonomie und Systematik
Die Königs-Lilie wurde 1913 durch Ernest Henry Wilson in Gardeners' Chronicle Serie 3, Band 53, Seite 416 als Lilium regale erstbeschrieben.
Neben dem nominotypischen Taxon Lilium regale var. regale existiert als Varietät:
- Lilium regale var. album, mit reinweißer Blüte